# Heinrich-Heine-Straße (metrostation)
Heinrich-Heine-Straße is een station van de metro van Berlijn, gelegen onder de gelijknamige straat in Berlin-Mitte. Het metrostation opende op 6 april 1928 onder de naam Neanderstraße en was twee jaar lang het noordelijke eindpunt van lijn D, de huidige U8. Tussen 1961 en 1990 passeerden de treinen van deze West-Berlijnse lijn het station zonder te stoppen. Net als alle andere in Oost-Berlijn gelegen stations op het transittraject werd Heinrich-Heine-Straße een spookstation.

## Geschiedenis
De bouw van lijn D, ook bekend als GN-Bahn (van Gesundbrunnen-Neukölln), verliep bepaald niet op rolletjes. Na de Eerste Wereldoorlog ging de AEG-Schnellbahn-AG, dochteronderneming van AEG en eigenaar van de nog in aanbouw zijnde lijn, failliet en werden de werkzaamheden stilgelegd. Het project verviel aan de stad Berlijn, die de bouw vanwege haar eigen financiële situatie pas in 1926 weer kon oppakken. Op 17 juli 1927 kon in het zuiden van de stad het eerste, slechts anderhalve kilometer lange traject Schönleinstraße - Hermannplatz - Boddinstraße in gebruik genomen worden. Verlengingen volgden in kleine etappes; in februari 1928 werd de lijn doorgetrokken naar Kottbusser Tor en drie maanden werd de Neanderstraße bereikt. Het resterende noordelijke deel van de lijn, van Neanderstraße naar Gesundbrunnen, volgde in april 1930.
Station Neanderstraße werd zoals alle stations van de GN-Bahn ontworpen door Alfred Grenander en Alfred Fehse. De architecten ontwikkelden een standaardtype voor de lijn, waarvan Heinrich-Heine-Straße een goed voorbeeld is. Net als in de stations Rosenthaler Platz, Schönleinstraße en Leinestraße wordt het dak in twee gewelven verdeeld door een rij pilaren op het midden van het eilandperron. Een nieuwigheid van de stations van lijn D was de aanwezigheid van tussenverdiepingen; de oudere metrostations bevinden zich veelal op geringe diepte en hebben uitgangen die rechtstreeks naar de straat leiden. De pilaren en wanden kregen een bekleding van glanzende vierkante keramische tegels, die in elk station een andere kleur hebben, meestal een pasteltint. Grenander had het principe van kenkleuren eerder op andere lijnen toegepast. Station Heinrich-Heine-Straße werd uitgevoerd in een licht-aubergine tint met verschillende schakeringen, bereikt door middel van een speciale brandwijze van de tegels. Vanwege het gebrek aan ruimte in de smalle Neanderstraße werden de drie ingangen van het station geïntegreerd in huizenblokken.

### Tweede Wereldoorlog
De Tweede Wereldoorlog zorgde voor grote schade aan het Berlijnse metronet, maar station Neanderstraße bleef ongeschonden. Ook de overstroming van een deel van het metronet in mei 1945, als gevolg van het opblazen van de Noord-zuidtunnel van de S-Bahn, trof station Neanderstraße niet. Lijn D kwam slechts onder water te staan tot station Jannowitzbrücke, even ten noorden van station Neanderstraße aan de overzijde van de Spree. Op 23 april 1945 was de dienst op alle grootprofiellijnen gestaakt, maar op 14 mei, kort na het einde van de oorlog, kon het zuidelijke deel van lijn D als een van de eerste trajecten in de stad weer bereden worden. Op 3 juni 1945 werd de pendeldienst op lijn D doorgetrokken naar station Neanderstraße; twee weken later was de doorgaande dienst op de gehele lijn hersteld.

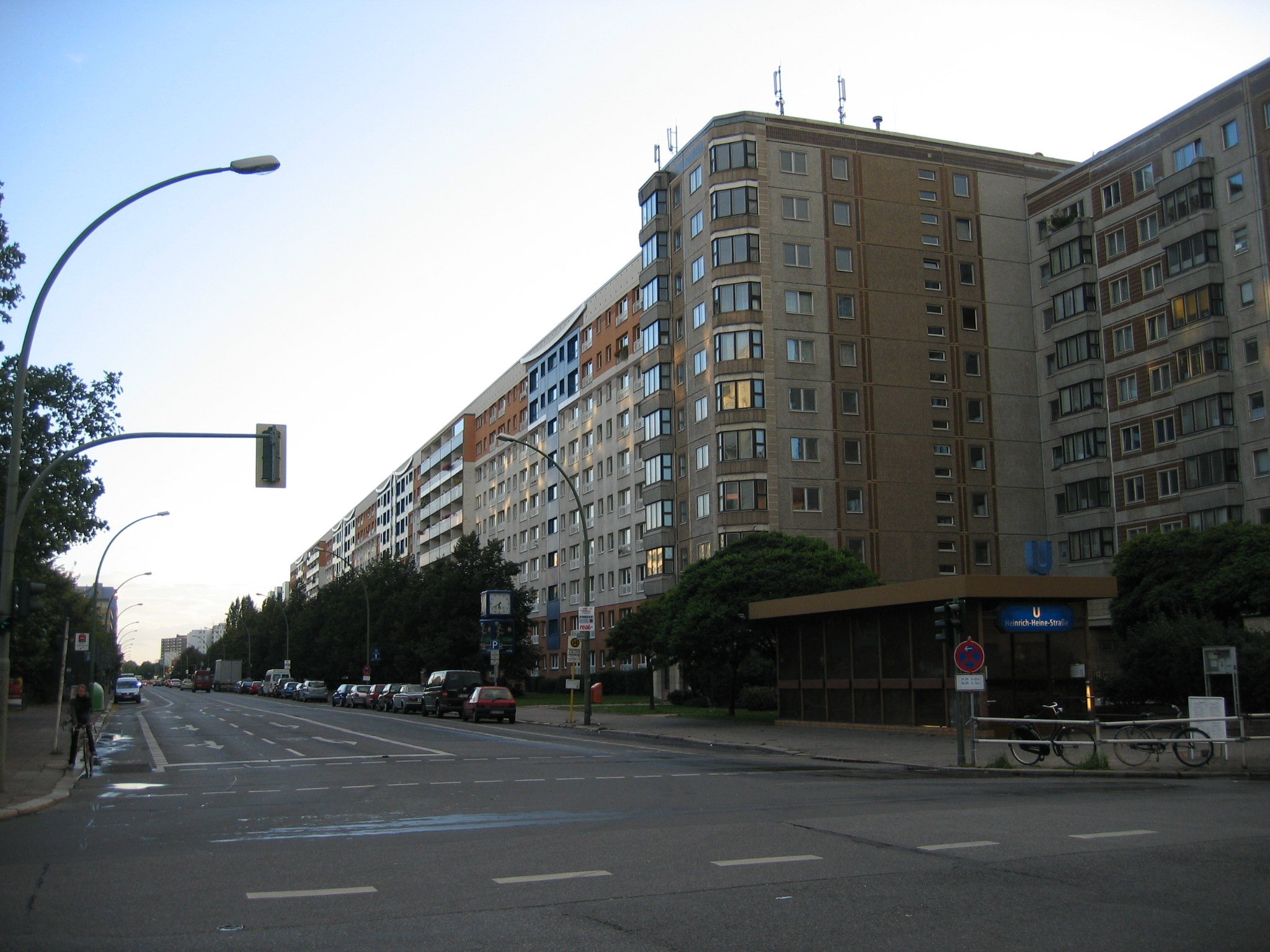
Toegangspaviljoen op de hoek Heinrich-Heine-Straße/ Inselstraße

Ondanks het feit dat het metrostation in de oorlog geen noemenswaardige schade had opgelopen, was de omringende wijk grotendeels verwoest. De huizen waarin de toegangen van station Neanderstraße waren geïntegreerd moesten afgebroken worden. De noordoostelijke toegang overleefde de sloop, de andere twee ingangen werden vereenvoudigd herbouwd.

### Deling van de stad
Na de Tweede Wereldoorlog was station Neanderstraße in de Sovjet-bezettingszone komen te liggen. De grens was echter nabij: als men in zuidelijke richting één station verder reisde (Moritzplatz), was men reeds in West-Berlijn. Aanvankelijk had de opdeling van Berlijn weinig gevolgen voor het metroverkeer, ook niet nadat het stadsvervoerbedrijf was gesplitst. In juli 1960 werd de inmiddels in een groot wederopbouwgebied gelegen Neanderstraße samen met het Oost-Berlijnse deel van de Prinzenstraße hernoemd tot Heinrich-Heine-Straße. Ook het metrostation kreeg snel deze nieuwe naam, maar een lang leven zou station Heinrich-Heine-Straße in eerste instantie niet beschoren zijn. Na de bouw van de Berlijnse Muur, een jaar later, werd lijn D een West-Berlijnse lijn, die alle stations in de oostsector ging overslaan. Station Heinrich-Heine-Straße werd hermetisch afgesloten, bewaakt door militairen en uiterlijk onherkenbaar gemaakt. Het station verdween zoals de gehele lijn D (en C) van de Oost-Berlijnse stadsplattegronden. Metrostation Heinrich-Heine-Straße zou 29 jaar lang als spookstation in een diepe slaap verkeren.

### Heropening
Op 9 november 1989 viel de Berlijnse Muur. Twee dagen later was Jannowitzbrücke het eerste spookstation dat weer toegankelijk werd gemaakt; in de maanden daarna volgde een aantal andere stations op de U8. Op 1 juli 1990 heropende men alle overige spookstations, waaronder Heinrich-Heine-Straße. Mede vanwege zijn jarenlange sluiting bevindt het station zich nog in vrijwel authentieke staat; het is dan ook opgenomen op de monumentenlijst.
Het station is momenteel alleen bereikbaar via trappen, maar uiteindelijk moeten alle Berlijnse metrostations van een lift voorzien zijn. De inbouw van een lift in station Heinrich-Heine-Straße zal volgens de prioriteitenlijst van de Berlijnse Senaat pas na 2010 plaatsvinden.